# Campo Quijano
Campo Quijano är en ort i Argentina.   Den ligger i provinsen Salta, i den norra delen av landet, 1 300 km nordväst om huvudstaden Buenos Aires. Campo Quijano ligger 1 501 meter över havet och antalet invånare är 5 000.
Terrängen runt Campo Quijano är varierad. Närmaste större samhälle är Cerrillos, 15,1 km öster om Campo Quijano.
Omgivningarna runt Campo Quijano är en mosaik av jordbruksmark och naturlig växtlighet. Runt Campo Quijano är det mycket glesbefolkat, med 7 invånare per kvadratkilometer.